# Дифферданж
Дифферданж (люксемб. Déifferdeng, фр. і нім. Differdange) — місто в Люксембурзі, розташоване в коммуні Дифферданж кантоні Еш-сюр-Альзетт, округ Люксембург.
Населення становить 21346 чоловік (на 2008 рік), в комуні розташовані 8484 домашніх господарств. Займає площу 22,18 км² (за займаною площею 43 місце із 116 комун). Найвища точка комуни над рівнем моря становить 427 м. (37 місце із 116 комун), найменша 277 м. (87 місце із 116 комун).

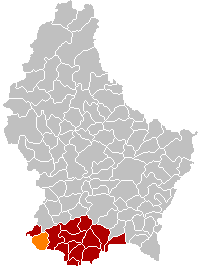
Помаранчовий колір - комуна Дифферданж, червоний - кантон Еш-сюр-Альзетт.

## Спорт
У місті є своя футбольна команда — «Дифферданж 03».